# Epicefisia
Epicefisia (in greco antico: Ἐπικηφισία?, Epikephisía) era un demo dell'Attica, collocato nella valle del Cefiso, vicino a Laciade.

## Descrizione
Il demo era piccolo e poco importante. Tuttavia ospitava un ramo della famiglia dei Salaminii, originari di Salamina. Questo clan aristocratico si fondava su un'alleanza sacra e presiedeva ad alcuni dei più antichi culti di Atene, come quelli di Atena Scira, Aglauro, Pandroso, Gea Kurotropo. 
Un'altra famiglia nobile di Epicefisia erano gli Afidantidi, che sostenevano di discendere da Afida, re di Atene e bisnipote di Teseo. 
Epicefisia aveva anche il suo proprio dikasterion, la corte di giustizia, e i propri ufficiali legali, chiamati categori o accusatori.